# Bačko klasje
Bačko klasje je bio rimokatolički vjersko-informativni tromjesečnik na hrvatskom jeziku iz Subotice.
Izlazio je od 1978. do 1994.

## Urednici
Uređivao ga je Lazar Ivan Krmpotić, a u među ostalima su u uredništvu bili i Andrija Anišić, Bela Gabrić.

## Poznati suradnici
U Bačkom klasju su surađivali Stjepan Beretić, Grgo Bačlija, pripovijetke je objavljivala Matija Dulić, a pjesme je objavljivala Dominika Ćakić, Kata Ivanković, Marga Stipić itd.